# Comisión de Pesca del Pacífico Occidental y Central
La Comisión de Pesca del Pacífico Occidental y Central (WCPFC) es una organización basada en un tratado establecida para conservar y gestionar las poblaciones de atún y otros peces altamente migratorios en las zonas occidental y central del Océano Pacífico. Su nombre completo es Comisión para la Conservación y Ordenación de Poblaciones de Peces Altamente Migratorios en el Océano Pacífico Occidental y Central. Comenzó a funcionar a finales de 2005 y su secretaría tiene su sede en Pohnpei, en los Estados Federados de Micronesia, en el Pacífico septentrional.
Fue establecida por el tratado internacional Convención sobre la Conservación y Ordenación de las Poblaciones de Peces Altamente Migratorios en el Océano Pacífico Occidental y Central (Convención WCPF), que entró en vigor el 19 de junio de 2004. La Convención WCPF es el segundo acuerdo regional de ingeniería pesquera negociado desde la conclusión del Acuerdo sobre Poblaciones de Peces de la ONU de 1995.

## Operación
La Convención del WCPF se basó en el Acuerdo de las Naciones Unidas sobre Poblaciones de Peces de 1995, y abordó las características específicas del Océano Pacífico occidental y central. Estableció un marco para la participación de las entidades pesqueras que las vinculan jurídicamente a sus disposiciones. Los territorios y posesiones pueden participar en la labor de la Comisión, que también coopera con las pesquerías de otras regiones cuyas competencias coinciden con las de la WCPFC. La cooperación con la Comisión Interamericana del Atún Tropical es de particular importancia debido a la superposición en las respectivas zonas de la Convención y a la amplia gama de algunas de las poblaciones —como el patudo y las dos poblaciones de atún blanco— gestionadas conjuntamente por la WCPFC y la CIAT. La alta mar de la zona del Convenio de la WCPFC coincide también con la Organización Regional de Ordenación Pesquera del Pacífico Sur y la nueva zona del Convenio de la North Pacific Fisheries Commission. Sin embargo, las poblaciones de peces gestionadas por estas OROP son diferentes de las gestionadas por la WCPFC, y es probable que las interacciones se limiten a las que implican captura incidental y buques polivalentes.
La Secretaría de la WCPFC mantiene un Registro de Buques Pesqueros autorizados por sus Estados de pabellón para pescar atún y otras poblaciones de peces altamente migratorios pertinentes en el Área de la Convención de la WCPFC, administra un Sistema de Seguimiento de Buques, mantiene normas para los programas de observadores nacionales y subregionales que conforman el Programa Regional de Observadores, y convoca reuniones de la Comisión. Los servicios científicos primarios son proporcionados bajo contrato por el Programa de Pesca Oceánica de la Secretaría de la Comunidad del Pacífico, y uno de los órganos subsidiarios de la WCPFC -el Comité del Norte- también obtiene asesoramiento científico del Comité Científico Internacional para el Atún y Especies Análogas en el Océano Pacífico Norte (ISC).

## Gobernabilidad
La actual Presidenta de la Comisión es Rhea Moss-Christian, quien fue elegida para el cargo en diciembre de 2014, y sucedió a Charles Karnella, de los Estados Unidos. Satya Nandan, de Fiyi, que también fue el primer Secretario General de la Autoridad Internacional de los Fondos Marinos, fue el presidente anterior, y el primer Presidente de la WCPFC que fue Glenn Hurry, exdirector Ejecutivo de la Autoridad Australiana de Ordenación Pesquera. La secretaría de la comisión se encuentra en Kolonia, Pohnpei, Estados Federados de Micronesia, en un edificio financiado por el gobierno chino. La Comisión celebró su 12º período ordinario de sesiones en diciembre de 2015, en Bali (Indonesia).
En diciembre de 2014, en el 11.º período ordinario de sesiones de la WCPFC, celebrado en Apia (Samoa), Feleti Teo fue nombrado director ejecutivo de la Comisión. Teo había sido anteriormente fiscal general de Tuvalu, director general de la Agencia de Pesca del Foro, secretario general adjunto del Foro de las Islas del Pacífico y en 2008 fue secretario general en funciones del Foro de las Islas del Pacífico.
Las decisiones de la Comisión se toman normalmente por consenso, pero la Convención de la WCPFC también prevé un mecanismo de votación de dos cámaras, en el que los países miembros de la Agencia de Pesca del Foro de las Islas del Pacífico (FFA) forman una sola cámara.
La Comisión tiene tres órganos subsidiarios oficiales: el Comité Científico (SC), que suele reunirse a principios de agosto; el Comité del Norte (NC), que suele reunirse a principios de septiembre; y el Comité Técnico y de Cumplimiento (TCC), que suele reunirse a finales de septiembre.

## Acceso
Pueden formar parte de la Comisión los Estados que participaron en la negociación de la Convención de 2004. Las partes contratantes de la Convención, por consenso, podrán invitar a los Estados u organizaciones regionales de integración económica que deseen pescar poblaciones de peces altamente migratorios en el Pacífico occidental y central a adherirse a la Convención. Este enfoque restringe el acceso, enfatizando que la iniciativa de acceder recae en las partes existentes, no en los nuevos solicitantes.

### Miembros
| - Australia - China - Canadá - Islas Cook - Comunidad Europea - Estados Federados de Micronesia - Fiyi - Francia - Indonesia - Japón - Kiribati - Corea del Sur - Islas Marshall | - Nauru - Nueva Zelanda - Niue - Palaos - Papúa Nueva Guinea - Filipinas - Samoa - Islas Salomón - Taipéi Chino - Tonga - Tuvalu - Estados Unidos - Vanuatu |

### Territorios participantes
| - Samoa Americana - Islas Marianas del Norte - Polinesia Francesa - Guam | - Nueva Caledonia - Tokelau - Wallis y Futuna |

### Cooperantes no miembros
| - Ecuador - El Salvador - México - Liberia | - Vietnam - Panamá - Tailandia |

## Actuación de la Comisión
El estado de las acciones bajo la supervisión de la Comisión se resume de manera informal en el Informe de la ISSF sobre el estado de las acciones.

## Controversia
En junio de 2015, los ministros de pesca de los países que son partes en el Acuerdo de Nauru se reunieron en Palikir, Pohnpei, bajo la presidencia de Elisala Pita de Tuvalu, quien declaró que en 2015 Tuvalu se había negado a vender días de pesca a determinadas naciones y flotas que habían bloqueado las iniciativas de Tuvalu para desarrollar y mantener su propia pesca. Elisala Pita también dijo que Tuvalu estaba decepcionado con los resultados de las recientes reuniones de la WCPFC, ya que algunas naciones pesqueras habían tratado de eludir sus responsabilidades y compromiso con la pesca sostenible.